# 鋭児
鋭児（エイジ、英: AGE）は、日本の5人組オルタナティブロックバンド。

## 略歴
2019年渋谷のストリートでセッションする中で出会い結成。
2021年1月に1stEP「銀河」、4月に2ndEP「Fire」リリース。同年、Love music「フジテレビ」ニューカマーコーナー にて紹介、10月に3rdEP「連理」リリース。
2022年、MIND TRAVEL、りんご音楽祭2022、FUJI ROCK FESTIVAL'22、GFB'22（つくばロックフェス）、Scramble Fes 2022、RUSH BALL 2022、やついフェス 2022など大型フェスに参加。
2023年、1月にAmazon Music HEAT企画参加。2月にEP「HUMAN」リリース。METROCK2023、FUJI ROCK FESTIVAL’23のRED MARQUEEステージへの出演や、THE ORAL CIGARETTESの対バンツアー〈放浪TOUR〉にてZepp Fukuokaをはじめとする4公演のフロントアクトをつとめる。
2024年1月、活動休止。休止理由は、メンバーのメンタルヘルス問題にチームで取り組むためとしている。

## 概要
Rock、Soul、Hiphop、Electroなどを混ぜたようなバンドの既成概念を壊すジャンルレスな音楽性と、Jam Sessionをしながら作り上げていくリアルを追求するライブパフォーマンスが特徴的である。バンド名は当初"同時代性を表現する"という意味を込めたAGE表記より2021年に鋭児へと改名。鋭児はVo.響一の尊敬する祖父の名前である。

## メンバー
- 御厨響一

ボーカル
- 及川千春

ギター担当
- 菅原寛人

ベース担当　
- 藤田聖史

キーボード担当　
- 市原太郎

ドラムス担当

### 旧メンバー
- 田村連 - ドラムス

## ディスコグラフィ

### 配信シングル
| 発売日         | タイトル                              | レーベル |
| -------------- | ------------------------------------- | -------- |
| 2021年4月21日  | 突然変異 /R.I.P. /銀河                | 鋭児     |
| 2021年4月21日  | Fire /Zion/Fall in love               | 鋭児     |
| 2021年10月20日 | $uper$onic /Vivid/Lisa                | 鋭児     |
| 2022年4月13日  | IGNITE                                | 鋭児     |
| 2022年5月21日  | 波動                                  | 鋭児     |
| 2022年8月26日  | World is Mine                         | 鋭児     |
| 2023年1月25日  | PANORAMA WORLD                        | 鋭児     |
| 2023年2月24日  | PANORAMA WORLD /HUMAN/超新星/０４２３ | 鋭児     |
| 2023年3月31日  | I go win da wind                      | 鋭児     |
| 2023年6月16日  | Dancer in the Dark                    | 鋭児     |
| 2023年7月9日   | PEGASUS                               | 鋭児     |

## タイアップ
| 曲名             | タイアップ                                                                   |
| ---------------- | ---------------------------------------------------------------------------- |
| I go wiv da wind | 「SNK」採用映像音楽                                                          |
| 0423             | 『魔法少女マジカルデストロイヤーズ』 劇中歌 #12 好きなものを好きなだけ       |
| PEGASUS          | 朝日放送テレビ ドラマL『around1/4 アラウンド・クォーター』オープニングテーマ |

## 主なライブ

### ワンマンライブ・主催イベント
| 開催日         | タイトル                     | 備考                     |
| -------------- | ---------------------------- | ------------------------ |
| 2021年12月17日 | 鋭児「Propaganda」           | 自主企画ライブ           |
| 2023年2月16日  | 鋭児「Are You Experienced?」 | ONE MAN TOKIOTOKYO       |
| 2023年3月21日  | 鋭児「Are You Experienced?」 | ONE MAN 梅田シャングリラ |